# Polo soberanista
El polo soberanista fue una estrategia de confluencia del nacionalismo vasco situado a la izquierda política del Partido Nacionalista Vasco (PNV), tras la ruptura del proceso de paz con ETA del Gobierno socialista de Rodríguez Zapatero y la decisión de Eusko Alkartasuna (EA) de no volver a presentarse a las elecciones en coalición con el PNV, que a la postre daría lugar a la creación de Euskal Herria Bildu (EH Bildu) con el cese definitivo de la actividad terrorista de ETA.

## La propuesta de un polo soberanista
A principios de 2005 fue rechazado por el Congreso de los Diputados de España un proyecto de nuevo estatuto político aprobado por el Parlamento Vasco. A raíz de este hecho y de una forma más notoria desde septiembre de 2008, ante la falta de una respuesta práctica a la prohibición por parte del Tribunal Constitucional de realizar una consulta sobre el estatus político del País Vasco, las fuerzas nacionalistas a la izquierda del Partido Nacionalista Vasco (PNV) debatieron la constitución de un polo soberanista, cuyo fin sería impulsar la independencia de Euskal Herria. La propuesta englobaría a Batasuna, Eusko Alkartasuna (EA) y Aralar, quienes ya participaban desde 2003 en el Foro de Debate Nacional, estando abierta a la incorporación del PNV.
En un principio se mostraron partidarios de su creación tanto EA como la izquierda abertzale ilegalizada (Batasuna, ANV, EHAK). Sin embargo, EA puso como condición previa el alejamiento de Batasuna de ETA y el cese de la actividad terrorista.
Desde algunos medios de comunicación también se apuntó la posibilidad de que Batasuna buscara legalizarse como parte de una coalición independentista con partidos legales a través del ya mencionado polo soberanista. Opción que descartaron tanto EA como Aralar, que dejaron clara su idea de no interpretar el polo soberanista en clave de frente electoral, así como la propia izquierda abertzale ilegalizada, la cual se comprometía en la resolución Zutik Euskal Herria en la creación de un nuevo partido político independentista y de izquierdas. Este nuevo partido sería Sortu.

## Las estrategias de la izquierda abertzale y de Eusko Alkartasuna
El 30 de diciembre de 2006 ETA realizó un atentado terrorista en el aeropuerto de Barajas que puso fin a la vía dialogada con el Gobierno y marcó el punto de inflexión en la relación con ETA del exportavoz de Batasuna Arnaldo Otegi y otros exdirigentes de la izquierda abertzale, dando por agotada la vía de la violencia. De este modo, a partir de 2007 comenzaron a perfilar una doble vía que incluía la construcción de un polo soberanista que avanzara hacia la independencia por medios unilaterales y pacíficos, y la resolución del conflicto vasco auspiciada y controlada por la mediación internacional.
En junio de ese año el sindicato nacionalista ELA presentó una resolución de su Comité Nacional que también reivindicaba la creación de un «polo civil y democrático» a favor del derecho de autodeterminación entre fuerzas soberanistas.
En diciembre de 2007 EA celebró su VII Congreso en el que fue elegido presidente Unai Ziarreta. A su vez se aprobó una nueva ponencia política que reivindicaba hacer realidad el derecho de autodeterminación mediante consensos amplios y defendía la «unidad de acción del nacionalismo progresista». Asimismo, la formación decidió dar un giro a su política de pactos con el PNV mantenida en el País Vasco desde las elecciones de 1999, optando por presentarse en solitario en las citas electorales de 2007 y 2009, sin descartar la opción de adherirse al polo soberanista, lo que le supuso la escisión de su sector crítico tras el varapalo electoral que sufrió en estas últimas. No obstante, el ofrecimiento de un acuerdo con la izquierda abertzale no se produjo hasta septiembre de 2008.
A partir del 12 de noviembre de 2008 se sucedieron los contactos de Unai Ziarreta y Rafa Larreina, por parte de EA, con Arnaldo Otegi y Rafa Díez, por parte de Batasuna, en condiciones de total discreción y hasta clandestinidad debido a los constantes seguimientos policiales. Ese mismo mes Otegi hizo su primera declaración pública en defensa de la creación de un polo soberanista de amplio espectro basado en vías exclusivamente pacíficas.
El 13 de octubre de 2009 Otegi y Díez fueron arrestados junto con otros miembros de la izquierda abertzale por orden del juez Baltasar Garzón, que les imputó un delito de integración en ETA por buscar la formación de un polo soberanista bajo la tutela de la organización terrorista. Se inició así el polémico caso Bateragune que provocó una de las mayores concentraciones de protesta de aquellos años exigiendo su liberación, así como el rechazo de los partidos y sindicatos nacionalistas que lo consideraron un intento de desactivar el aún incipiente polo soberanista.
A su vez, la izquierda abertzale hizo público un documento de debate interno elaborado por los detenidos que apostaba por «la utilización de vías exclusivamente políticas y pacíficas», que fue respaldado el 14 de noviembre por más de cien representantes en una declaración pública celebrada en Alsasua. Posteriormente, en una conferencia política celebrada el 21 de noviembre, EA ratificó su apuesta por un acuerdo entre fuerzas abertzales para conseguir la independencia de Euskal Herria.
El 30 de enero de 2010 se presentó la plataforma Adierazi EH en favor de los derechos civiles y políticos para Euskal Herria. El 16 de febrero se difundió el documento Zutik Euskal Herria, que fue presentado como el resultado del proceso de debate asambleario realizado por la izquierda abertzale con el objetivo de «hacer irreversible el verdadero cambio político», y en el que se descartaba el uso de la violencia como forma de hacer política apelando a la «lucha de masas, la lucha institucional y la lucha ideológica, la modificación de la correlación de fuerzas y la búsqueda del apoyo internacional» como únicas vías.
El 27 de febrero se creó la red social Independentistak, que agrupaba a independentistas pertenecientes a la política, el sindicalismo y el mundo de la cultura y el deporte, siendo su primer acto importante la convocatoria de un Aberri Eguna unitario entre Irún y Hendaya.
El 28 de marzo Brian Currin dio a conocer la Declaración de Bruselas, en la que veintisiete destacadas personalidades, entre ellas varios premios nobel de la paz, reclamaban a ETA un «alto el fuego permanente e incondicional» que fuera supervisado internacionalmente, y el 24 de abril en Pamplona una amplia representación de la izquierda abertzale apeló por primera vez a ETA en una declaración pública, demandándole a esta y al gobierno español el cumplimiento de dicha declaración.
Por otro lado, desde el movimiento sindical, ELA, LAB, ESK, Hiru, ELB, EHNE y Steilas trabajaron conjuntamente concitando el apoyo ante sus movilizaciones de todo el espectro de la izquierda abertzale y soberanista, incluidos partidos como EA, Aralar y Alternatiba (escisión de Ezker Batua-Berdeak).

## Los primeros acuerdos y el alto el fuego permanente de ETA
El 20 de junio de 2010 dirigentes de EA y antiguos miembros de Batasuna presentaron en Bilbao las Bases de un acuerdo estratégico entre fuerzas políticas independentistas, firmadas entre «EA y la izquierda abertzale» para colaborar por la independencia de Euskal Herria  «sobre la base de los Principios Mitchell», incluyendo el «compromiso con renunciar al uso de la violencia, y al rechazo a todo intento por otros al uso de la fuerza, o la amenaza de usarla, para intentar influir en el curso o el resultado de las negociaciones multipartitas».
El 5 de septiembre ETA anunció un cese de las «acciones armadas ofensivas», que fue entendido como un «alto el fuego».
El 25 de septiembre la izquierda abertzale ilegalizada, EA, Aralar, Alternatiba y Abertzaleen Batasuna (AB), junto con los sindicatos LAB, ESK, Hiru, ELB, EHNE, Steilas y otras organizaciones sociales, formalizaron en Guernica un Acuerdo para un escenario de paz y soluciones democráticas (conocido como Acuerdo de Gernika) en el que se pedía a ETA «un alto el fuego permanente, unilateral y verificable por la comunidad internacional como expresión de voluntad para un definitivo abandono de su actividad armada», así como la derogación de la Ley de Partidos y de la legislación antiterrorista, el cese de «todo tipo de amenazas, presiones, persecuciones, detenciones y torturas contra toda persona por razón de su actividad o ideología política», el acercamiento de presos a sus lugares de origen, medidas de libertad para presos gravemente enfermos, la eliminación de la «doctrina Parot» y la revisión de procesos judiciales.
Por otro lado, el entonces ministro de Interior Alfredo Pérez Rubalcaba lideró una estrategia dedicada a perseguir policialmente a los sectores continuistas de la izquierda abertzale para así influir en el proceso. En abril y en septiembre de 2010, coincidiendo en el tiempo con declaraciones de calado (Pamplona y Guernica, respectivamente), fueron detenidos veintiséis miembros de Ekin, Segi y Askapena, ingresando en prisión diecinueve personas, entre ellas tres abogados. Estos continuos golpes policiales fueron interpretados por diversos analistas políticos como una forma de crear discrepancias para evitar que el nuevo proyecto saliera reforzado y bien organizado.
El 2 de octubre tuvo lugar en Bilbao una multitudinaria manifestación en contra de la prohibición por parte de la Audiencia Nacional de las marchas en defensa de los derechos civiles y políticos convocadas por la plataforma Adierazi EH, la cual fue acusada por la Fiscalía de ser una sucesora de Batasuna.
El 30 de octubre Alternatiba celebró su primera Asamblea Nacional, en la que apostó por la confluencia estratégica de los partidos soberanistas de izquierdas que firmaron el Acuerdo de Gernika. Dos semanas después, la izquierda abertzale ilegalizada hizo un ofrecimiento a EA y Aralar para concurrir juntos a las elecciones de Navarra que, tras ser rechazado por Aralar, amplió al conjunto de «agentes políticos e independientes» de la coalición Nafarroa Bai. Este ofrecimiento no solo no fue aceptado sino que finalmente propició la expulsión de EA, al negarse esta formación a romper su acuerdo con la izquierda abertzale.
El 10 de enero de 2011 ETA anunció en un nuevo comunicado su decisión de declarar un alto el fuego «permanente, general y verificable» que fue acogido con escepticismo por el gobierno español y la mayoría de las fuerzas políticas, pero que los firmantes del Acuerdo de Gernika consideraron un «paso positivo» y «de indudable valor» en el proceso de paz y de soluciones democráticas para la normalización política.
El 16 de enero Alternatiba, EA y la izquierda abertzale ilegalizada firmaron el acuerdo estratégico político-social Euskal Herria ezkerretik (Euskal Herria desde la izquierda) para trabajar «de manera conjunta y prioritaria» en la «defensa de la soberanía de Euskal Herria» desde el rechazo a las «estrategias y expresiones violentas», pero desde una perspectiva de izquierdas «que busque una transformación profunda del modelo socioeconómico». El acuerdo quedaba circuscrito a Navarra, Vizcaya, Guipúzcoa y Álava, y recogía la intención de «confrontar a la derecha en todos los ámbitos» y generar «alternativas que superen y trasciendan los actuales sistemas de dominación». Los tres grupos firmantes invitaron a Aralar para que colaborase con ellos, respetando el carácter diferenciado de cada fuerza política.

## Las  primeras coaliciones electorales y el cese definitivo de ETA
A finales de marzo de 2011 EA anunció que en Navarra se presentaría a las elecciones forales y municipales en una nueva coalición formada con la plataforma ciudadana Herritarron Garaia, mientras que en el País Vasco llegó a un acuerdo electoral con Alternatiba. Esta nueva coalición finalmente se concretó en Bildu, cuyas listas fueron anuladas por el Tribunal Supremo por considerarlas supeditadas a ETA, aunque finalmente el Tribunal Constitucional revocó dicha anulación.
En las elecciones municipales, forales y autonómicas de mayo de ese año, Bildu quedó como segunda fuerza política en el País Vasco (por detrás del PNV) y cuarta en Navarra (por detrás de Nafarroa Bai, remozada tras la salida de Batzarre y EA). Para las elecciones generales de noviembre, propusieron la creación de un frente soberanista junto al PNV y Aralar. Aralar acordó concurrir junto con las fuerzas de Bildu, mientras que el PNV rechazó confluir en esta alianza electoral, quedando así constituida la mayor coalición soberanista de izquierdas de la democracia: Amaiur.
El 20 de octubre de 2011, tres días después de la celebración de la Conferencia Internacional de Paz de San Sebastián organizada por Lokarri, en la que se le pedía una declaración en esos términos, ETA anunció «el cese definitivo de su actividad armada» en un comunicado en el que hizo «un llamamiento a los gobiernos de España y Francia para abrir un proceso de diálogo directo» destinado a solucionar «las consecuencias del conflicto».

## Euskal Herria Bildu
En 2012 Sortu, partido inicialmente prohibido por el Tribunal Supremo al considerarlo sucesor de Batasuna, fue legalizado por el Tribunal Constitucional.
Sortu, EA, Aralar, AB y Alternatiba establecieron una unidad de acción estratégica y nacional basada en la defensa y construcción de Euskal Herria, el logro de la paz, la oficialidad del euskera y el impulso a un modelo económico soberano, justo y ecológico. Estas fuerzas también suscribieron un acuerdo estratégico de largo plazo que ofreciera a la ciudadanía vasca un proyecto de soberanía nacional y de transformación social, apostando por la construcción de «alternativas viables» que pusieran la economía «al servicio de la ciudadanía». Esta alianza política se vio remozada en junio con la creación de la coalición Euskal Herria Bildu (EH Bildu) de cara a las elecciones al Parlamento Vasco de 2012.
Sin embargo, en diciembre antiguos miembros de Herri Batasuna, EA y otras formaciones presentaron Eusko Ekintza, un partido anticapitalista y abertzale al margen de Sortu y EH Bildu, en los que dijeron no verse representados, con el fin de desarrollar un «movimiento soberanista» que lograse la independencia.
El 29 de mayo de 2014 el Parlamento Vasco ratificó el derecho a la autodeterminación de Euskal Herria en una declaración sin efectos jurídicos, impulsada por EH Bildu y apoyada por el PNV, que ya fue aprobada anteriormente en 1990.
El 8 de junio la plataforma Gure Esku Dago, que trabaja por la socialización del derecho de autodeterminación, llevó a cabo una cadena humana por el derecho a decidir de Euskal Herria que unió Durango y Pamplona y que tuvo una participación de unas 150.000 personas, entre las que se encontraban personas del mundo de la cultura, del deporte o de la política.

## Acuerdos posteriores
El 20 de diciembre de 2014 Euskal Herria Bai (EH Bai) aprobó en asamblea su convergencia como movimiento unitario de la izquierda abertzale del País Vasco francés, relegando a los partidos integrantes de las decisiones políticas de la formación.
El 24 de enero de 2015 EH Bildu y EH Bai presentaron una propuesta conjunta de proceso constituyente para la creación de un Estado vasco para Euskal Herria, mediante un modelo orientado a buscar consensos que permitieran ejercer el derecho a decidir, admitiendo que cada región lleve sus propios ritmos al encontrarse en una situación de partida diferente.
El 17 de junio de 2017 EH Bildu se refundó en una estructura política permanente para dotarse de órganos propios con capacidad ejecutiva y abrirse a la militancia de personas independientes, dejando atrás la clásica fórmula de coalición de partidos. Arnaldo Otegi fue elegido su coordinador general.
El 4 de septiembre de 2017 los sindicatos nacionalistas ELA y LAB propusieron conjuntamente poner en marcha un «proceso soberanista unilateral y social» en el País Vasco y Navarra desde la izquierda política y el movimiento sindical para alcanzar un «nuevo estatus político con plenas competencias legislativas en el ámbito sociolaboral y socioeconómico».
El 3 de mayo de 2018 ETA anunció su autodisolución.